# Curt Fraser
Curtis Martin „Curt“ Fraser (* 12. Januar 1958 in Cincinnati, Ohio) ist ein ehemaliger US-amerikanisch-kanadischer Eishockeyspieler und derzeitiger -trainer, der im Verlauf seiner aktiven Karriere zwischen 1974 und 1990 unter anderem 769 Spiele für die Vancouver Canucks, Chicago Blackhawks und Minnesota North Stars in der National Hockey League (NHL) auf der Position des linken Flügelstürmers bestritten hat. Anschließend arbeitete Fraser unter anderem als Cheftrainer der Atlanta Thrashers in der NHL und war ebenso in den Organisationen der New York Islanders, St. Louis Blues und Dallas Stars tätig. Seit Frühjahr 2023 ist er als Assistenztrainer bei den Adler Mannheim in der Deutschen Eishockey Liga (DEL) angestellt.

## Karriere als Spieler
Curt Fraser begann seine Karriere 1973 bei den Kelowna Buckaroos in der zweitklassigen Nachwuchsliga BCJHL, ehe er 1974 zu den Victoria Cougars in die hochklassige kanadischen Juniorenliga WCHL wechselte. Schon in seiner Debütsaison in Victoria überzeugte er mit 17 Toren und 32 Assists, konnte sich im zweiten Jahr aber nochmal deutlich steigern und spielte die beste Spielzeit seiner Karriere bei den Junioren mit 43 Toren und 64 Vorlagen in 71 Spielen.
Ab der Saison 1976/77 führte er die Cougars als Mannschaftskapitän aufs Eis, zeigte jedoch im Vergleich zur Vorsaison schwächere Leistungen mit 75 Scorerpunkten in 60 Spielen. Er fand aber im Jahr darauf zur alten Form zurück und erzielte in seiner letzten Saison bei den Cougars 48 Tore und bereitete 44 weitere vor. Zudem gewann er mit einer kanadischen Nachwuchsauswahl die Bronzemedaille bei der Junioren-Weltmeisterschaft. Fraser, der aufgrund seiner Fähigkeiten als Scorer und seinem körperlich harten Spiel in der Rolle als Power Forward auftrat, wurde nach dem Ende der Spielzeit im NHL Amateur Draft 1978 von den Vancouver Canucks in der zweiten Runde an Position 22 ausgewählt.
In der Saison 1978/79 gab Fraser sein NHL-Debüt und setzte sich direkt im Kader der Canucks durch. Nach drei soliden ersten Jahren entwickelte er sich in der Saison 1981/82 zu einem der führenden Spieler in der Mannschaft mit 67 Scorerpunkten in 79 Spielen. Zudem erreichten die Canucks das Finale um den Stanley Cup, wo sie jedoch den New York Islanders unterlagen.
Die folgende Saison spielte er noch zur Hälfte in Vancouver, ehe er im Januar 1983 im Tausch für Tony Tanti zu den Chicago Blackhawks transferiert wurde. Im selben Jahr wurde bei ihm ein Diabetes diagnostiziert, was ihn jedoch nicht an der Ausübung des Sports hinderte. In der Saison 1983/84 zog er sich zudem einen Bänderriss im Knie zu, weshalb er über 50 Spiele verpasste. Weitestgehend verletzungsfrei konnte Fraser die folgende Saison durchspielen und konnte mit 25 Toren und 25 Vorlagen wieder an die alten Leistungen anknüpfen. In den Playoffs zogen die Blackhawks bis ins Finale der Campbell Conference ein, scheiterten aber am späteren Stanley-Cup-Sieger Edmonton Oilers.
1985/86 musste Fraser wieder längere Zeit verletzungsbedingt pausieren und fehlte in 19 Saisonspielen. Trotzdem absolvierte er mit 68 Scorerpunkten die beste Saison seiner Karriere. Dieses Ergebnis konnte er im Jahr darauf aber nicht wiederholen und hatte 50 Punkte in 75 Spielen. Beim Canada Cup 1987 spielte er für das US-amerikanische Nationalteam, das den fünften Rang belegt. Nachdem er in der Saison 1987/88 27 Spiele bei den Blackhawks gespielt hatte, wurde er im Januar 1988 zu den Minnesota North Stars transferiert. Jedoch kam er für seine neue Mannschaft im Laufe der Saison nur noch zehn Mal zum Einsatz, da er am Pfeifferschen Drüsenfieber erkrankt war.
Auch in der folgenden Saison fehlte er lange Zeit aufgrund von Verletzungen und kam nur auf 35 Einsätze sowie zehn Scorerpunkte. Nachdem Fraser zu Beginn der Saison 1989/90 eine Schulterverletzung erlitten hatte, die operativ behandelt werden musste und er schon seit längerer Zeit an Rückenproblemen litt, beendete er seine Karriere.

## Karriere als Trainer
Im Herbst 1990 kehrte Fraser als Assistenztrainer der Milwaukee Admirals aus der IHL ins Eishockeygeschäft zurück und arbeitete die folgenden zwei Jahre unter Mike Murphy und Jack McIlhargey, ehe er 1992 selbst Cheftrainer der Mannschaft wurde. Unter Fraser etablierten sich die Admirals unter den besten Teams der Liga, kamen aber nie über die erste Runde der Playoffs hinaus. Im Sommer 1994 wechselte er in die AHL zu den Syracuse Crunch, wo er wieder den Posten als Assistent von Trainer Jack McIlhargey übernahm.
Nach nur einem Jahr kehrte er wieder in die IHL zurück und wurde Trainer der neugegründeten Orlando Solar Bears. Mit 52 Siegen in 82 Spielen waren die Solar Bears gleich in ihrem ersten Jahr das drittbeste Team der regulären Saison und scheiterten in den Playoffs erst im Finale. Im Jahr darauf konnten sie das Saisonergebnis sogar um einen weiteren Sieg steigern. In der Saison 1997/98 waren sie im Grunddurchgang schwächer als in den Vorjahren, zogen aber bis ins Halbfinale der Playoffs ein. Ein Jahr später erreichten bereits zum zweiten Mal in ihrer vierjährigen Geschichte das Finale, aber erneut scheiterten sie.
Fraser verließ daraufhin die Solar Bears und wurde zum Trainer der Atlanta Thrashers ernannt, die vor ihrer ersten NHL-Saison standen. Die Debütsaison 1999/2000 verlief erwartungsgemäß schlecht und die Thrashers belegten mit nur 14 Siegen aus 82 Spielen deutlich abgeschlagen den letzten Platz der Liga. In der zweiten Spielzeit konnten sie sich etwas steigern und ließen mit den Tampa Bay Lightning und den New York Islanders zwei Mannschaften hinter sich. Doch in der Saison 2001/02 lagen die Thrashers, die mittlerweile durch die Jungstars Dany Heatley und Ilja Kowaltschuk verstärkt wurden, erneut auf dem letzten Rang. Als auch in der folgenden Saison keine Besserung abzusehen war und die Thrashers nur acht von 33 Spielen siegreich bestritten hatten, wurde Fraser am 26. Dezember 2002 entlassen.
Zur Saison 2003/04 verpflichteten ihn die New York Islanders als Assistenztrainer von Steve Stirling, wo er bis zum Ausfall der Saison 2004/05 wegen des Lockout aktiv war. 2005 ging Fraser zu den St. Louis Blues und assistierte dort für ein Jahr Mike Kitchen.
Danach wurde Fraser im Sommer 2006 Nachfolger von Glen Hanlon als Trainer der belarussischen Nationalmannschaft. Bei der Weltmeisterschaft 2007 konnte das Nationalteam nur einen Sieg in sechs Spielen feiern und belegte den elften Platz des Turniers. Das Ergebnis konnte bei der Eishockey-Weltmeisterschaft der Herren 2008 etwas verbessert werden, als sie den neunten Rang belegten und sich somit für die Olympischen Winterspiele 2010 qualifizierten. Zudem erreichten sie Achtungserfolge, da sie in der Zwischenrunde in den Spielen gegen die favorisierten Teams aus Russland und Tschechien erst im Penaltyschießen bezwungen werden konnten.
Nach dem zweiten Turnier als Nationaltrainer von Belarus kehrte Fraser nach Nordamerika zurück, wo er Cheftrainer der Grand Rapids Griffins wurde, die als Farmteam der Detroit Red Wings in der AHL spielen. Im Juni 2012 verließ Fraser das Team und wurde als Assistenztrainer der Dallas Stars verpflichtet, bei denen er in der Folge bis zum Ende der Saison 2017/18 tätig war.
Im Verlauf der Spielzeit 2018/19, im Januar 2019, übernahm er den Cheftrainerposten bei Kunlun Red Star aus der Kontinentalen Hockey-Liga (KHL). Dort war er bis zum Saisonende 2019/20 tätig. Anschließend pausierte er bis zum Frühjahr 2023, ehe er als Assistent des Schweden Johan Lundskog von den Adler Mannheim aus der Deutschen Eishockey Liga (DEL) verpflichtet wurde.

## Erfolge und Auszeichnungen
- 1978 Bronzemedaille bei der Junioren-Weltmeisterschaft

## Karrierestatistik

### International
| Vertrat Kanada bei: - Junioren-Weltmeisterschaft 1978 | Vertrat die USA bei: - Canada Cup 1987 |

(Legende zur Spielerstatistik: Sp oder GP = absolvierte Spiele; T oder G = erzielte Tore; V oder A = erzielte Assists; Pkt oder Pts = erzielte Scorerpunkte; SM oder PIM = erhaltene Strafminuten; +/− = Plus/Minus-Bilanz; PP = erzielte Überzahltore; SH = erzielte Unterzahltore; GW = erzielte Siegtore; 1 Play-downs/Relegation; Kursiv: Statistik nicht vollständig)